# هانس سلاندر
هانس سلاندر (سوئدی: Hans Selander؛ ۱۵ مارس ۱۹۴۵ – ۱۵ دسامبر ۲۰۲۳) بازیکن فوتبال اهل سوئد بود.

## سوابق باشگاهی
از باشگاه‌هایی که وی در آنها سابقه بازی داشته‌است، می‌توان به باشگاه فوتبال سیریوس، باشگاه فوتبال هلسینگبورگس و باشگاه فوتبال هالمستاد اشاره کرد.
او همچنین در تیم ملی فوتبال سوئد بازی کرده‌است.

## مرگ
سلاندر در ۱۵ دسامبر ۲۰۲۳، در سن ۷۸ سالگی درگذشت.